# Famille de Sales
Pour les articles homonymes, voir Sales.
La famille de Sales (Salesium) est une ancienne famille noble d'extraction chevaleresque savoyarde, originaire de La Roche (Comté de Genève), dont est issu saint François de Sales. Elle est éteinte mais son nom a été relevé par adjonction par la famille noble de Roussy devenue de Roussy de Sales et qui subsiste de nos jours.

## Histoire
(juin 2017).
Si vous disposez d'ouvrages ou d'articles de référence ou si vous connaissez des sites web de qualité traitant du thème abordé ici, merci de compléter l'article en donnant les références utiles à sa vérifiabilité et en les liant à la section « Notes et références ».
Originaire de La Roche, la famille de Sales s'installe dans la baronnie de Thorens, possession de la maison de Compey. D'après Jean-Louis Grillet, la famille de Sales aurait obtenu en 1073, du comte de Genève, Robert (?), des privilèges dans la châtellenie de La Roche, confirmés par des actes de 1442 et 1497, reconnu en 1660 par le conseil et la Chambre des comptes de Genevois.
Les Sales furent ensuite au service des princes de Luxembourg. Le seigneur François de Sales, père du saint-homme, occupait d'ailleurs la prestigieuse charge de maître d'hôtel de la maison du prince Sébastien de Luxembourg-Martigues.
Au XVIIe siècle, la famille de Sales connut une ascension rapide, occupant dès lors les plus hautes charges à la cour de Savoie à Turin et passant du titre de baron (1613) à celui de comte (1632), puis en fin au titre de marquis (1665). Tout au long des XVIIIe siècle/XIXe siècle, jusqu'à l'Annexion de la Savoie à la France (1860), la famille de Sales fut très proche du pouvoir, notamment par le truchement du comte de Duingt (alias le marquis Paul-François de Sales), du comte Eugène de Roussy de Sales (1822-1915) et bien sûr du proche cousin de ce dernier, le Premier ministre Camille de Cavour. À notre époque encore, le comte Jean-François de Roussy de Sales (1928-1999) fut un ami très proche du dernier roi d'Italie, Humbert II.

## Armoiries
| Figure | Blasonnement |
|        | Les armes de la Maison de Sales se blasonnent ainsi : d’azur à deux fasces d’or surfascsées de gueules, accompagnées d’un croissant d’or en chef et de deux étoiles à six rayons, aussi d’or, posées l’une an abîme et l’autre en pointe D'azur, à deux fasces d'or, chargées chacune d'une autre fasce de gueules, accompagnées d'un croissant d'or en chef et de deux étoiles à six rais d'or en cœur et en pointe. - Devise : - « Nec plus nec minus » ou « Ny plus ny moins ». Joseph de Champeaux (Devises. Cris de guerre, légendes, dictons, 1890) indiquait Tout pour Dieu. - Devise de saint François de Sales : « Nunquam excidet » - Cri d'armes : Mamours-Mamours. - Couronne de marquis ou heaume de front à cinq grilles pour la branche aînée. - Couronne comtale pour les branches cadettes. - Cimier : Hercule avec une massue sur l'épaule droite. - Tenants : deux sauvages ceints et couronnés de feuilles de peuplier, armés de massues abattues. |
|        | Armes de la comtesse Philippine de Sales, comtesse de l'Empire (décret du 3 décembre 1809, lettres patentes du 14 février 1810, Paris). Coupé, le premier d'azur à deux étoiles surmontées d'un croissant d'argent ; et de gueules à trois coquilles en fasce d'or sur le tout, au signe distinctif de comtesses attachées aux maisons des princes de notre famille, qui est d'azur au portique ouvert à deux colonnes d'or. - Livrées : les couleurs de l'écu. |

Branches cadettes :
- Roussy de Sales : En 1857, Félix-Léonard de Roussy obtient que le nom patronymique de son épouse (Pauline de Sales) soit accolé au sien à titre héréditaire, afin que ce nom prestigieux ne disparaisse pas. Ainsi se forme la famille de Roussy de Sales. Pauline était issue de la principale des branches cadettes de la Maison de Sales. Son cousin, le marquis Paul-François de Sales, représentant la branche aînée, meurt sans postérité (il est enterré dans l'église de Thorens : pierre tombale visible). Pauline et Paul-François descendaient tous deux de Louis de Sales, deuxième frère de saint François de Sales, gouverneur d'Annecy et conseiller du duc Victor-Amédée Ier.

## Filiation
Il existe un lignage complet de la famille de Sales de l'an 1000 à nos jours, selon Pourpris historique de la maison de Sales de Charles-Auguste de Sales (1659). Toutefois le généalogiste savoyard, Amédée de Foras, n'accorde aucune authenticité, dans son ouvrage, aux neuf premiers degrés de la généalogie de cette famille, puisqu'il n'existe pas de preuves tangibles.
- Jordan, seigneur de Sales ∞ (1396) Péronne de Cohendier.
  - Jean I, seigneur de Sales ∞ (1430) Jeanne Berchat.
    - Jean II, seigneur de Sales ∞ (1430) Hugoni(n)e de Foras (union contestée par Foras).
      - Christophe (…-1548), seigneur de Sales et de Novelle, écuyer de Louise de Savoie ∞ (1) (1492) Jeanne d'Arlod (Arlos), dont quatre fils et trois filles ; ∞ (2) (1512) Marie-Hélène de Cheyney, dame de Novelle, dame d'honneur de Louise de Savoie ; ∞ (3 ?) Antonie de Métral
        - (1) Jean III, seigneur de Sales ∞ (1512) Claudine de Charansonay, fille issue du premier mariage de Marie-Hélène de Cheyney.
        - (1) François ∞ Jeanne de Charansonay, fille de Marie-Hélène de Cheyney.
          - Louis I, seigneur de Montpiton ∞ (1559) Jeanine (Jeanne) de Guasquis. Chef de la branche de Sales de Brens (branche aînée), trois fils dont :
            - Amédée (Amed, Ame), seigneur de Vallières, auteur de la branche des seigneurs de Vallières et de Vuaz, ∞ (1588) Françoise Puthod.
            -  ?
              -                 - André, seigneur de Brens et de Vuaz, ∞ N.N.
                  - Pierre-François (1704-1783), évêque d'Aoste (1741-1783).

                -  ?
                  -                     - Claude François (), ∞ N.N.
                      - Pierre-Paul-François (1778-1850), comte de Duingt et de Sales, diplomate et sénateur (1848).

            - Louis, docteur en théologie, chanoine de Saint-Pierre de Genève.

          - François de Sales, baron de Thorens, de Boisy et de Novel ∞ (1560) Françoise de Sionnaz de Boisy. Auteur de la seconde branche de Sales. Treize enfants (5 morts en bas âge) dont :
            - François (1567-1622), évêque de Genève, saint (1665), docteur de l'Église catholique.
            - Gallois ∞ Jeanne du Fresnoy. Auteur de la branche de Boisy.
            - Louis II (1557/77 ?-1654/74 ?), comte de Sales (1632) ∞ (1) (1603) Claudine-Philiberte de Pingon, dont un fils ; ∞ (2) Madeleine de Saint-Séverin, dont huit enfants :
              - (1) Charles-Auguste (1606-1660), prince-évêque de Genève.
              - (2) Jean-François (1615-1682), baron de Lathuile, marquis de Sales (1665), chevalier au Conseil de Genevois ∞ Françoise-Marie de Valpergue (it).
                - Joseph (-1707), marquis de Sales, conseiller d'État, ∞ (1678) Christine de Mareschal de Saint-Michel de la Val d'Isère, dix enfants dont :
                  - Jean, officier.
                  - S.E. Dom François, marquis de Sales, chevalier de l'Annonciade, ∞ (1717) Jeanne-Reine de Lescheraine.
                    - Victor-Amédée (…-1778), marquis de Sales et de Thrézun, ∞ (1719) Aymée-Anne de Malyvert de Conflans. Sans postérité.
                    - Paul-François (1721-…), marquis de Sales, comte de Duingt, officier, haut dignitaire de la Cour et hommes d'affaires, ∞ Josephte-Françoise de Regard.
                      - Benoît-Maurice-Marie-François (1760-1797), marquis de Sales, comte de Duingt, officier, ∞ (1781) Claudine-Alexandrine de Grollier.
                        - Philippine-Françoise-Joséphine, ∞ (1857) Félix-Léonard de Roussy,  autorisé par L.P. (1857) à relever les noms, armes et titres des Sales.
                          - Paul-François, marquis de Roussy.
                          - Eugène-François de Roussy de Sales, ∞ Renée de Brosses.

                      - Josephte-Marie-Françoise-Philippine (1762-1849), dame d'honneur (1re dame) de Pauline Bonaparte, ∞ (1781) Giuseppe Filippo Benso, marquis de Cavour.
                        - Michele Benso de Cavour ∞ Adélaïde de Sellon.
                          - Camillo Cavour.

                    - Madeleine (1726-…), ∞ (1753) Joseph de Commerford.

                  - Georges (1688-…), officier de l'Ordre de Malte (commandeur des Échelles, grand maréchal, grand prieur d'Auvergne), seigneur commandeur de Sales et de Montceni.
                  - Françoise (1680-1743), ∞ Aynard Caron, comte de Grésy.
                  - Félicité, religieuse.
                  - Madeleine, ∞ (1684) Joseph de Regard de Ballon.
                  - Michelle, Supérieure de la Visitation d'Annecy.
                  - Sylvie, Visitandine.
                  - Louis (1702-…), écuyer, ∞ Marie de Lans.
                    - Une fille sans postérité

                - Gaspard.
                - Charles-François (1653-1722), chanoine.
                - René (1658-1713), chanoine.
                - Joseph-François.
                - Charlotte.

              - (2) Janus, tué à Alexandrie.
              - (2) Joseph, chanoine.
              - (2) Charles, chevalier de Malte, commandeur de l'ordre de Malte, gouverneur hospitalier à Saint-Christophe.
              - (2) Marguerite, Visitandine.
              - (2) Amédée, bénédictin.
              - (2) André, baron de Sales.
              - (2) Françoise, chartreusine.

            - Jean-François (1578-1635), évêque de Genève.
            - Gasparde ∞ (1595) Melchior de Cornillon.
            - Bernard, baron de Thorens (1613) ∞ (1609) Marie-Aimée de Rabutin-Chantal.
            - Melchior, baron d'Hermance.
            - Janus, chevalier de Malte, officier et gouverneur d'Annecy.

## Personnalités

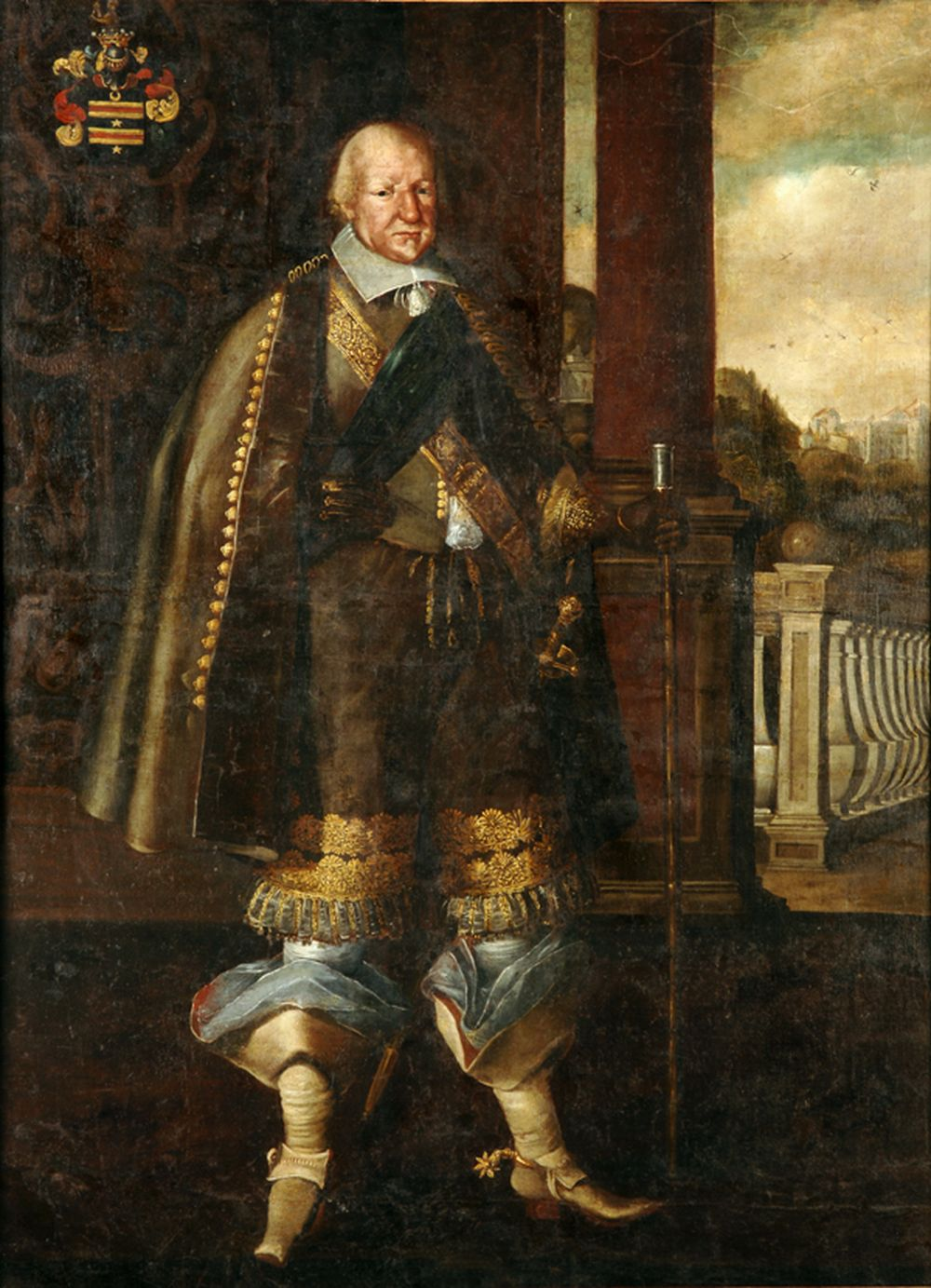
Louis de Sales (1577-1654)

La famille de Sales compte des officiers, des ecclésiastiques, des ambassadeurs et de ministres, dont :
- Gérard de Sales (selon le père Monod), officier d'armes du roi Rodolphe III de Bourgogne, premier vidome de La Roche[7] ;
- Aimon de Sales (v. 1151), vicaire d'Arducius de Faucigny, évêque de Genève.
- Guillaume de Sales (v. 1211), noble, chapelain (ou curé) de l'église des Templiers de Chambéry[8].
- Humbert de Sales (début du XIVe siècle), professeur de droit et juge en Chablais et Genevois[9].
- François de Sales (1567–1622), évêque de Genève, saint et docteur de l'Église catholique ;
- Jean-François de Sales (1578-1635), frère du précédent, évêque de Genève.
- Louis II de Sales (1577-1654), frère du précédent, comte de Sales (1632), officier, gouverneur d'Annecy[10], conseiller du duc Victor-Amédée Ier de Savoie, membre du conseil de guerre du prince Thomas de Savoie-Carignan, membre de l'Académie florimontane.
  - Charles de Sales (1625–1666), frère du précédent, commandeur de l'ordre de Malte, gouverneur hospitalier à Saint-Christophe[10].
  - Charles-Auguste de Sales (1606-1660), prince-évêque de Genève, protecteur et restaurateur du couvent des frères hermites des voirons, auteur du Pourpris historique de la Maison de Sales (1659), Histoire du Bienheureux François de Sales (1634), Vie de la Mère Marie-Aymée de Blonay (1655).

- Joseph de Sales (…-1707), marquis, officier, premier écuyer ducal, dont[10] :
  - François III de Sales (…-1795), marquis, officier.
    - Paul-François de Sales (1778), comte de Duingt, officier de cavalerie.

  - Henri de Sales, colonel du régiment de Chablais.
  - Georges de Sales (1688-), officier de l'Ordre de Malte, prieur de Bourganeuf (1758-1759).

- Pierre-François de Sales, évêque d'Aoste (1741-1783).

- Pierre-Paul-François de Sales (1778-1850), comte de Duingt, officier, diplomate et ministre d'État, Grand-croix de l'Ordre des Saints-Maurice-et-Lazare[10],[11],[12].

- Benoît-Maurice de Sales (1760-1797), marquis, l'un des deux commandants des forces sardes lors de la guerre du Faucigny de 1793.

- Françoise-Joséphine-Marie-Philippine de Sales (15 juin 1762 - † 5 avril 1849 à Turin), marquise de Cavour, sœur de Benoît-Maurice, mère de Michele Benso de Cavour et grand-mère paternelle de Camille de Cavour, veuve du sieur Giuseppe Filippo Benso di Cavour[13] (1741-1807), 4e marchese di Cavour, conte di Isolabella e de Cellarengo, signore di Santena, dame d'honneur (1re dame) de Pauline Bonaparte princesse Borghèse (1810), comtesse de l'Empire (décret du 3 décembre 1809, lettres patentes du 14 février 1810, Paris), elle épouse :
  - Félix-Léonard de Roussy de Sales (1785-1857), baron, marquis, charge de secrétaire du roi, chevalier de la Légion d'Honneur et commandeur dans l’ordre des Saints-Maurice-et-Lazare, dont :
    - Eugène de Roussy de Sales (1822-1915), militaire et personnalité politique ;
- Anières de Sales (vivante en 1886), comtesse, nièce d'Emmanuel Flocard de Mépieu, et héritière du château du Barrioz.

## Titres
Barons (1613), puis comtes (1632) puis marquis de Sales (1665), originaires de La Roche-sur-Foron (Comté de Genève). Marquis de Thrézun ; comtes de Châteauvieux ; barons de Couvette, Duingt, Richemont, Thorens, La Thuile ; seigneurs de Boisy, Brens, Chernier, Cholex, Dérée (voir ci-dessus), La Foge, Groisy, Noiret, Novelles, Usillon, Vallières, Verrières, Villaroget, Villy, Vuad.

## Possessions
Liste par ordre alphabétique et non exhaustive des possessions tenues en nom propre ou en fief de la famille de Sales :
- château du Barrioz, à Argonay (1886) ;
- palais Benso di Cavour, à Turin ;
- château de Brens, à Bons-en-Chablais ;
- château de Châteauvieux, à Duingt ;
- château d'Héré, à Duingt ;
- château de Lathuile, à Lathuile ;
- château de Novel, à Annecy ;
- château de Sales, à Thorens-Glières ;
- hôtel de Sales à Annecy ;
- château de Thorens, à Thorens-Glières.

### Fonds d'archives
- Fonds : Archives de la famille de Sales de Brens.  Cote : 1 J 230 / 1 J 539. Annecy : Archives départementales de la Haute-Savoie (présentation en ligne)..
- Fonds : Archives du château de Thorens, contrats de mariage de la famille de Sales entre 1430 et 1854.  Cote : 1 J 2080. Annecy : Archives départementales de la Haute-Savoie (présentation en ligne)..
- Fonds : Archives du château de Thorens.  Cote : 1 J 2081-2090. Annecy : Archives départementales de la Haute-Savoie (présentation en ligne)..